# Diego Forlán
Diego Forlán Corazzo, urugvajski nogometaš in trener, * 19. maj 1979, Montevideo, Urugvaj.
Forlán je nekdanji nogometaš, ki je igral na položaju napadalca. Njegov oče, Pablo Forlán in njegov ded, Juan Carlos Corazzo, sta bila tudi nogometaša.